# ولکه نیه‌مچیتسه
ولک نمچیک (به چکی: Velké Němčice) یک منطقهٔ مسکونی و market town در جمهوری چک است که در Břeclav District واقع شده‌است.

## خصوصیات
ولک نمچیک ۲۱٫۹۹ کیلومترمربع مساحت و ۱٬۷۵۶ نفر جمعیت دارد و ۱۸۰ متر بالاتر از سطح دریا واقع شده‌است.